# Урожайное (Алтайский край)
Урожа́йное — село в Советском районе Алтайского края. Административный центр Урожайного сельсовета.

## География
Село расположено севернее озера Светлое.

## Население
| 1997  | 1998  | 1999  | 2000  | 2001  | 2002  |
| ----- | ----- | ----- | ----- | ----- | ----- |
| 1372  | ↗1425 | ↘1409 | ↘1401 | ↘1317 | ↘1301 |
| 2003  | 2004  | 2005  | 2006  | 2007  | 2008  |
| ↘1282 | ↘1274 | ↗1310 | ↘1307 | ↗1339 | ↘1333 |
| 2009  | 2010  | 2011  | 2012  | 2013  |       |
| ↘1262 | ↘1199 | ↗1200 | ↘1192 | ↘1178 |       |

### Национальный состав
Согласно результатам переписи 2002 года, в национальной структуре населения русские составляли 93 %.

## Транспорт
Село связано автобусным сообщением с районным центром Советское.

## Достопримечательности
- Лебединое озеро, которое зимой частично покрывается льдом. Подогревается теплыми источниками. Около 1300 лебедей ежегодно мигрируют сюда на зимовку[6].